# Línea E (Metro de Los Ángeles)
La Línea E es una línea de tren ligero de 22.5 km (36.2) cuyo recorrido se extiende desde la estación Atlantic en el Este de Los Ángeles hasta su terminal Downtown Santa Mónica en el Condado de Los Ángeles, California. Es operada por el Metro de Los Ángeles y fue inaugurada el 28 de abril de 2012, siendo la sexta línea en abrir.
Originalmente fue inaugurada como Línea Expo (Expo Line), pero en 2018 Metro aprobó cambiar el nombre de sus líneas de tren utilizando un esquema basado en letras, la línea Expo sería ahora la línea E, el cambio de nombre se aplicó el miércoles 8 de enero de 2020.

## Historia
La ruta de la línea E sigue la ruta antigua del servicio Trolley Santa Monica Air Line de Pacific Electric, esta ruta operó desde 1909 hasta su cierre en 1953. La ruta se restauró por Metro en dos fases, siendo la primera fase la que comprende entre las estaciones 7th Street/Metro Center y La Cienega/Jefferson fue inaugurada el 28 de abril de 2012 bajo el nombre Expo Line, derivado de su recorrido por el Exposition Boulevard, posteriormente, el 20 de junio de 2012 fueron inauguradas las estaciones Farmdale y Culver City concluyendo de esta forma la primera fase de la construcción de la línea.
La segunda fase comprendía entre las estaciones Palms y Downtown Santa Mónica, inició sus obras de construcción en septiembre de 2011 y fue inaugurada el 20 de mayo de 2016, concluyendo de esta manera la construcción de la línea desde el centro de Los Angeles hasta la estación ubicada en el centro de Santa Monica, a 0.5 millas del océano Pacífico y del Muelle de Santa Monica.
Conecta con las líneas A, B y D en la estación 7th Street/Metro Center, además de conectar con la línea A también en las estaciones Pico, Grand Av Arts/Bunker Hill, Historic Broadway y Little Tokyo/Arts District. Cuenta desde el 7 de octubre de 2022 con enlace a la línea K en la estación de Expo/Crenshaw en el sur de Los Ángeles.
El 16 de junio de 2023 se completó el proyecto Regional Connector en el centro de Los Ángeles. Este proyecto comprende de un nuevo túnel que extenderá las líneas A y E desde la estación 7th Street/Metro Center hasta la estación Little Tokyo/Arts District. Tras finalizar este proyecto, Metro decidió eliminar el servicio de la línea L y remplazarla con la línea E entre las estaciones Little Tokyo/Arts District y Atlantic. La línea E continúa el viaje desde su antigua terminal en 7th Street/Metro Center por el nuevo túnel llegando a la estación de Pico/Aliso, comprendiendo un solo viaje desde Santa Monica hasta el Este de Los Ángeles, pasando por el centro sin necesidad transferir entre líneas.

## Estaciones
| Estación                         | Conexiones | Apertura                | Ciudad              |
| -------------------------------- | --- | ----------------------- | ------------------- |
| Atlantic                         | | 15 de noviembre de 2009 | Este de Los Ángeles |
| East LA Civic Center             | | 15 de noviembre de 2009 | Este de Los Ángeles |
| Maravilla                        | | 15 de noviembre de 2009 | Este de Los Ángeles |
| Indiana                          | | 15 de noviembre de 2009 | Este de Los Ángeles |
| Soto                             | | 15 de noviembre de 2009 | Los Ángeles         |
| Mariachi Plaza                   | | 15 de noviembre de 2009 | Los Ángeles         |
| Pico/Aliso                       | | 15 de noviembre de 2009 | Los Ángeles         |
| Little Tokyo/Arts District       | Downtown Long Beach - APU/Citrus College | 16 de junio de 2023     | Los Ángeles         |
| Historic Broadway                | Downtown Long Beach - APU/Citrus College | 16 de junio de 2023     | Los Ángeles         |
| Grand Av Arts/Bunker Hill        | Downtown Long Beach - APU/Citrus College El Monte Station - Pacific/21st                                                                                   | 16 de junio de 2023     | Los Ángeles         |
| 7th Street/Metro Center          | Downtown Long Beach - APU/Citrus College Union Station - North Hollywood Union Station - Wilshire/Western El Monte Station - Pacific/21st Metro Rapid: 720 | 15 de febrero de 1991   | Los Ángeles         |
| Pico                             | Downtown Long Beach - APU/Citrus College El Monte Station - Pacific/21st                                                                                   | 14 de junio de 1990     | Los Ángeles         |
| LATTC/Ortho Institute            | El Monte Station - Pacific/21st | 28 de abril de 2012     | Los Ángeles         |
| Jefferson/USC                    | | 28 de abril de 2012     | Los Ángeles         |
| Expo Park/USC                    | | 28 de abril de 2012     | Los Ángeles         |
| Expo/Vermont                     | Metro Rapid: 754 | 28 de abril de 2012     | Los Ángeles         |
| Expo/Western                     | | 28 de abril de 2012     | Los Ángeles         |
| Expo/Crenshaw                    | Expo/Crenshaw - Westchester/Veterans | 28 de abril de 2012     | Los Ángeles         |
| Farmdale                         | | 20 de junio de 2012     | Los Ángeles         |
| Expo/La Brea                     | | 28 de abril de 2012     | Los Ángeles         |
| La Cienega/Jefferson             | | 28 de abril de 2012     | Los Ángeles         |
| Culver City                      | | 20 de junio de 2012     | Culver City         |
| Palms                            | | 20 de mayo de 2016      | Los Ángeles         |
| Westwood/Rancho Park             | | 20 de mayo de 2016      | Los Ángeles         |
| Expo/Sepulveda                   | Metro Rapid: 761 | 20 de mayo de 2016      | Los Ángeles         |
| Expo/Bundy                       | | 20 de mayo de 2016      | Los Ángeles         |
| 26th Street/Bergamot             | | 20 de mayo de 2016      | Santa Mónica        |
| 17th Street/Santa Monica College | | 20 de mayo de 2016      | Santa Mónica        |
| Downtown Santa Mónica            | Metro Rapid: 720 | 20 de mayo de 2016      | Santa Mónica        |

### Eastside Transit Corridor
Metro tiene un proyecto llamado Eastside Transit Corridor, dicho proyecto contemplaba la extensión de la línea L desde la estación Atlantic hasta Whittier, sería parte de la Línea E en su apertura en 2035. El proyecto fue autorizado el 5 de diciembre de 2022 con una fecha estimada de inicio de obras en 2029, el proyecto contempla la creación de 6 nuevas estaciones:
| Estación          | Ciudad              |
| ----------------- | ------------------- |
| Atlantic/Whittier | Este de Los Ángeles |
| Commerce/Citadel  | Commerce            |
| Greenwood         | Montebello          |
| Rosemead          | Pico Rivera         |
| Norwalk           | Norwalk             |
| Lambert           | Whittier            |